# Dorfkirche Linden

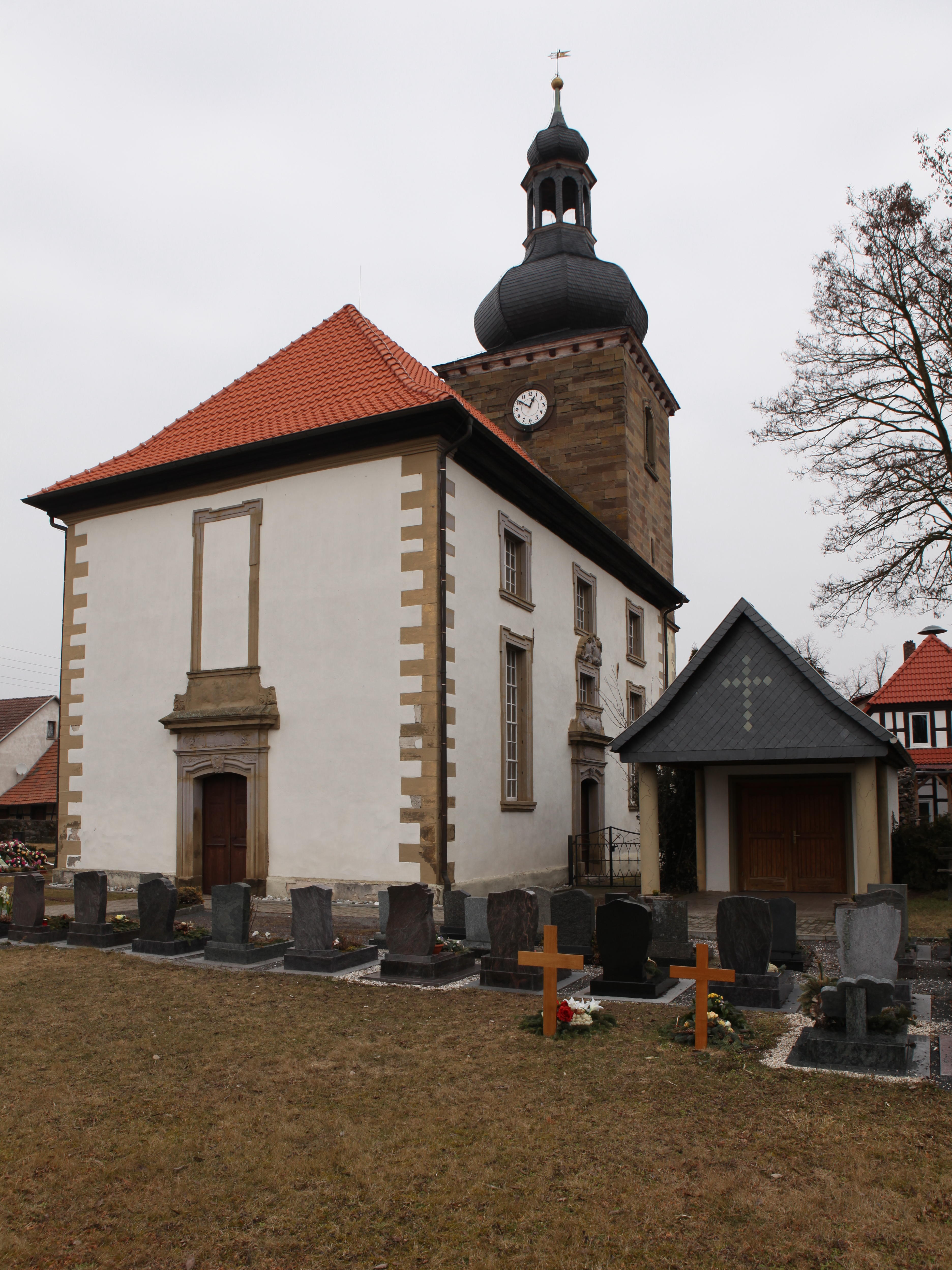
Die Dorfkirche

Die denkmalgeschützte evangelisch-lutherische Dorfkirche Linden mit angrenzendem Friedhof, ehemaliger Schule und Nebengebäuden steht im Straufhainer Ortsteil Linden, Landkreis Hildburghausen in Thüringen oberhalb einer mächtigen Linde, an der sich das Straßendorf verengt.
Ursprünglich soll am jetzigen Standort eine Kapelle gestanden haben. Die dicken Mauern von Sakristei und Chorraum, der den Kirchturm trägt, lassen ein hohes Alter erahnen. Die Kapelle wurde 1667 um zwei Geschosse in Eichenfachwerk zum Turm aufgestockt.
Die Ausstattung ist schlicht. Von den roten Steinfliesen des Fußbodens stechen die unbemalten Holzeinbauten und den Emporen ab. Die Orgel von 1860 ist ein Werk der Schmiedefelder Werkstatt Schmidt.